# 江苏交通一卡通
江苏交通一卡通，是江苏省交通运输厅于2015年推动的江苏省交通IC卡互通工程，由各市交通公司发行。
江苏交通一卡通目前已可在江苏省13个省辖市的公交、轮渡、地铁上使用，也可以在全国交通一卡通互联互通城市使用。

## 发卡信息
江苏交通一卡通采用“省级品牌+地市品牌”双品牌策略，正面采用省级统一版面，上部以13个地级市标志性建筑或景点为背景，下方配有公交、地铁、出租车、公共自行车的图案，体现一卡通行的概念。背面为各个城市的专有城市图像。
| 发卡地   | IIN       | 发卡品牌             | 发卡公司                       | 备注                                                               |
| -------- | --------- | -------------------- | ------------------------------ | ------------------------------------------------------------------ |
| 南京市   | 3104 8300 | 南京市民卡（金陵通） | 南京市市民卡有限公司           |                                                                    |
| 扬州市   | 3104 8301 | 扬州市民卡           | 扬州市民卡有限责任公司         |                                                                    |
| 镇江市   | 3104 8302 | 镇江公交IC卡         | 镇江市公共交通有限公司         |                                                                    |
| 苏州市   | 3104 8303 | 苏州市民卡           | 苏州城慧通数字科技有限公司     |                                                                    |
| 南通市   | 3104 8304 | 南通市民卡           | 南通市民卡有限公司             | 早期卡内同时含有全国交通一卡通互联互通和全国城市一卡通互联互通密钥 |
| 常州市   | 3104 8305 | 常州市民卡           | 常州市市民卡建设有限公司       |                                                                    |
| 宿迁市   | 3104 8306 | 宿迁市民卡           | 宿迁市市民卡有限公司           |                                                                    |
| 盐城市   | 3104 8307 | 黄海通市民卡         | 盐城市黄海通市民卡有限责任公司 |                                                                    |
| 淮安市   | 3104 8308 | 江淮通               | 淮安市江淮智慧科技有限公司     |                                                                    |
| 徐州市   | 3104 8309 | 淮海通               | 徐州市市民卡有限公司           |                                                                    |
| 连云港市 | 3104 8310 | 连云港市民卡         | 连云港市民一卡通有限公司       |                                                                    |
| 泰州市   | 3104 8311 | 泰州通               | 泰州市凤城一卡通有限公司       |                                                                    |
| 无锡市   | 3104 8312 | 太湖交通卡           | 无锡太湖交通卡有限公司         |                                                                    |
| 江阴市   | 3104 8312 | 澄通卡               | 江阴国信市民卡有限公司         | 卡内同时含有全国交通一卡通互联互通和全国城市一卡通互联互通密钥     |
| 宜兴市   | 3104 8312 | 陶都通               | 宜兴市民卡有限公司             | 卡内同时含有全国交通一卡通互联互通和全国城市一卡通互联互通密钥     |
| 昆山市   | 3104 8315 | 昆通卡（昆山市民卡） | 昆山鹿路通大数据有限公司       | 卡内同时含有全国交通一卡通互联互通和全国城市一卡通互联互通密钥     |

## 适用范围

### 江蘇省内
目前，江苏交通一卡通已实现全省公共交通工具通用。具体使用范围请见下。
- 南京市：城市公交、南京地鐵、南京有軌電車、輪渡、公共自行車及出租車；
- 常州市：城市公交、常州地鐵；
- 蘇州市：城市公交、蘇州軌道交通；
- 無錫市：城市公交、無錫地鐵；
- 南通市：城市公交、南通轨道交通；
- 徐州市：城市公交、徐州地铁；
- 镇江市:城市公交、宁句城际铁路(南京地铁S6号线)
- 淮安市:城市公交、淮安有轨电车
- 連雲港市、宿遷市、泰州市、鹽城市、扬州市：城市公交。

此外，目前江苏省全省区、县（包括省直管县、县级市等）均支持使用异地交通联合卡乘坐公共交通。
句容市城乡公交暂无法使用各类公交卡。

#### 同城优惠
下列四组城市发行的江苏交通一卡通在组内城市互刷可享等同于本地交通卡的优惠：
- 南京、镇江、扬州

(镇江公交实行外地一律8折，无论卡发行地是否为南京/扬州)
- 苏州、无锡、常州
- 南通、泰州、盐城
- 徐州、连云港、淮安、宿迁

此外，自2021年9月1日起，全国交通一卡通、江苏省交通一卡通等卡种，乘坐常州地铁和常州公交均可享受与本地卡同等的折扣和换乘优惠。

### 江蘇省外
江苏交通一止通上面标有交通联合标志的，可在全国交通一卡通互联互通城市使用，优惠取决于当地的优惠政策。

## 手机交通卡
2020年，江苏13个地级市所发行的江苏交通一卡通已全部上线华为钱包和小米天星金融钱包。同年，苏州、南京、常州、徐州所发行的江苏交通一卡通已上线Apple Pay。
2023年9月5日，昆山NFC手机交通卡免费发卡活动开启，用户可0元办卡，限量10000张，可享受和实体昆通卡同样的乘车优惠。